# Andreas Johannis Arosiandrinus
Andreas Johannis Arosiandrinus, född före 1603 i Västerås, var en svensk författare.

## Biografi
Arosiandrius var son till Johannes Benedicti och Margareta, dotter till biskop Erasmus Nicolai Arbogensis. Fadern avled 1603, och modern gifte då om sig med Olaus Andreæ Dalekarlus. 
Han var 1619 elev vid Västerås gymnasium och studerade troligen 1619–22 vid Uppsala universitet. År 1622 var han anställd som boktryckarlärling hos Olof Olofsson i Västerås och åtalades bland annat för att olovligt ha tryckt en visa. Från 1627 vistades han huvudsakligen i Uppsala och utgav ett flertal skrifter från ett eget tryckeri där. Ett bevarat minnesalbum visar att han stått i kontakt med flera professorer vid universitetet. Fram till 1650 utgav han en mängd skrifter, såväl översättningar som andra verk, en del med sig själv angiven som författare. Det är dock oklart hur många av de olika texterna som verkligen författats av honom själv.